# Хлипнівське лісництво
Хлипні́вське лісництво — структурний підрозділ Звенигородського лісового господарства Черкаського обласного управління лісового та мисливського господарства.
Офіс знаходиться в селі Хлипнівка Звенигородського району Черкаської області.

## Лісовий фонд
Лісництво охоплює ліси на півночі та в центрі Звенигородського, а також крайній південь Лисянського районів. Загальна площа лісництва — 4993 га.
Сюди входять:
- урочище Думанське, урочище Губське, Губський ліс.

## Об'єкти природно-заповідного фонду
У віданні лісництва перебувають:
- Бучиківський гідрологічний заказник
- Губський гідрологічний заказник
- Хлипнівський ботанічний заказник
- ботанічна пам'ятка природи Вікові дерева бука і каштана